# 石原裕次郎のシングル一覧
石原裕次郎のシングル一覧（いしはらゆうじろうのシングルいちらん）では、石原裕次郎の主要な楽曲をA面・B面（B面にはカップリング曲を含む）に分けて分類した一覧を示す。ただしカバー曲に関しては割愛する。

## SP
☆=後述のシングルレコード（ビニル盤）とは異なる組み合わせで収録・発売されたもの（トラックは原則同じものであるが、異なる場合は次の節で後述する）。
- 1956年8月：狂った果実/想い出☆
- 1957年2月：俺は待ってるぜ/（赤い灯の街角：原田美恵子）☆
- 1957年4月：泣きはしないさ/(雨の港の並木道：原田美恵子)
- 1957年5月：青い月だよ/ひとりぽっちの青春
- 1957年6月：（地の果てまで：白根一男・鈴木三重子）/（白樺の別れ：満田よし子） ※B面に台詞で参加
- 1957年7月：俺は渡り鳥/逢えてよかった
- 1957年8月：何とか言えよ（台詞 北原三枝）/錆びたナイフ
- 1957年10月：男の横丁/（誰かとめて!：鶴美幸）☆
- 1957年12月：お前にゃ俺がついている/（おぼえているかしら：原田美恵子）☆
- 1958年1月：嵐を呼ぶ男/鷲と鷹
- 1958年2月：口笛が聞こえる港町/白い手袋
- 1958年4月：明日は明日の風が吹く/決闘の河
- 1958年5月：陽のあたる坂道/遥かなる面影
- 1958年5月：足にさわった青春/俺は東京のタフガイさ
- 1958年6月：風速40米/哀愁の十二番街
- 1958年7月：泣虫酒場/青春の谷間
- 1958年7月：素晴しき男性/青い駒鳥の唄
- 1958年9月：海峡を越えて来た男/（愛すればこそ：伊東のり子)
- 1958年9月：赤い波止場/南国の夜
- 1958年10月：波止場野郎/月影の男
- 1958年10月：嵐の中を突っ走れ/男なら夢を見ろ
- 1958年12月：紅の翼/俺はパイロット
- 1959年3月：二人だけの夜/ふるさとへ帰ろうよ
- 1959年4月：男の心に星が降る/（帰って来たひと：原田美恵子）
- 1959年5月：清水の暴れん坊/（別れ汐風：一戸竜也）
- 1959年7月：千切れ飛ぶ愛情/夜霧のサンパウロ
- 1959年7月：世界を賭ける恋/俺の巴里
- 1959年8月：星の見えない街/地獄の横丁
- 1959年8月：俺らにゃ俺らの夢がある/男なら夢を見ろ
- 1959年9月：男の友情背番号・3/若い魂
- 1959年10月：天と地を駈ける男/青空散歩
- 1959年12月：男が命を賭ける時/最果てから来た男
- 1960年3月：夜の足音/（純愛のブルース：川地民夫）
- 1960年4月：香港の薔薇/（雨と風のブルース：小黒幸子）

## シングルレコード
- 1957年2月：俺は待ってるぜ/狂った果実
- 1957年5月：青い月だよ/ひとりぽっちの青春
- 1957年7月：俺は渡り鳥/逢えてよかった ※A面はSP盤収録のものと別テイク
- 1957年8月：何とか言えよ/錆びたナイフ
- 1957年10月：（パンパラム：沢たまき）/リコール・ツー・マイ・メモリー
- 1958年1月：嵐を呼ぶ男/鷲と鷹
- 1958年2月：男の横丁/お前にゃ俺がついている
- 1960年4月：あじさいの歌/白銀城の対決
- 1960年6月：銀座・海・山/恋の名残り
- 1960年7月：天下を取る/豪傑節
- 1960年8月：喧嘩太郎/サラリーマン・ブルース
- 1960年12月：港/夜の渚
- 1961年1月：銀座の恋の物語（デュエット 牧村旬子）/街から街へつむじ風/（ゆがんだ月:牧村旬子）
- 1961年6月：孤独の青春/日本海
- 1961年8月：さよなら恋人よ/俺は行くぜ
- 1961年9月：あいつと私/あいつと私と
- 1961年10月：若い生命を傾けて/お前に逢いたいぜ
- 1961年12月：でっかい青空/アラブの嵐/男と男の生きる街
- 1962年3月：銀座の空にも星がある（デュエット 牧村旬子）/東京の日曜日
- 1962年4月：ふるさと慕情/人生の並木路
- 1962年5月：雲に向かって起つ/思い出はいい奴だった
- 1962年7月：憎いあンちくしょう/（霧の夜の男：高橋英樹）
- 1962年8月：黒いシャッポの歌/ラバウル小唄
- 1962年10月：赤いハンカチ/露子に逢いたい
- 1962年12月：花と竜/（泣きたい：牧村旬子）
- 1963年9月：夕陽の丘（デュエット 浅丘ルリ子）/青い満月
- 1964年5月：俺はお前に弱いんだ/無情の街
- 1965年5月：二人の世界/泣かせるぜ
- 1966年3月：夜霧の慕情/雨の港町
- 1966年8月：逢えるじゃないかまたあした/涙はよせよ
- 1966年9月：こぼれ花/男ながれ唄
- 1967年2月：夜霧よ今夜も有難う/粋な別れ
- 1967年10月：白い街/東京の何処かで
- 1969年2月：港町 涙町 別れ町/君も生命を
- 1971年11月：サヨナラ横浜/モカの匂う街
- 1972年5月：恋の町札幌/ポプラと私
- 1974年8月：別れの夜明け（デュエット 八代亜紀）/泣き砂浜
- 1977年4月：ブランデーグラス/足あと（1979年11月再発売）
- 1979年9月：みんな誰かを愛してる/誕生日おめでとう
- 1979年11月：夜のめぐり逢い（デュエット 八代亜紀）/ふたりの港町（デュエット 八代亜紀）
- 1980年4月：パパとあるこう（デュエット 太田裕之）/夢織りびと
- 1980年12月：わかれ川（デュエット 八代亜紀）/なみだの宿（デュエット 八代亜紀）
- 1983年8月：おれの小樽/おやじの舟唄
- 1985年12月：さよならは昼下り（デュエット 真梨邑ケイ）/愛フォーエヴァー（デュエット 真梨邑ケイ）
- 1987年4月：わが人生に悔いなし/俺の人生
- 1987年8月：北の旅人/想い出はアカシア
- 1988年2月：ロンリーナイト･ロンリーウェイ/海びとの詩

## CD
- 1993年6月：遥かなる愛/海としあわせ
- 1994年8月：逢えるじゃないかまたあした（デュエット 川中美幸）/（恋暦：川中美幸）
- 1998年7月：帰り道別れ道/二人の雨
- 1998年7月：海びとの詩/海よお前だけに
- 1999年8月：引き潮/それぞれの旅
- 2000年4月：男の友情背番号・3（ミレニアムバージョン）/若い魂（ミレニアムバージョン）
- 2002年10月：新嵐を呼ぶ男/嵐を呼ぶ男
- 2003年3月：おやじの舟唄/おれの小樽

## その他
- 石原裕次郎のシングル未収録曲一覧